# ロレーヌ公国

(上)ロートリンゲン公国
ロレーヌ公国
Duché de Lorraine  (フランス語)
Herzogtum Lothringen  (ドイツ語)

1000年頃のロレーヌ公国

ロレーヌ公国（フランス語: Duché de Lorraine）またはロートリンゲン公国（ドイツ語: Herzogtum Lothringen）は、現在のフランスのロレーヌ地方北東部、ルクセンブルクおよびドイツの一部からなる歴史的公国である。主要な都市はメス、ヴェルダンであり、歴史的な首都はナンシーであった。

## 歴史

### ロタリンギア
ロレーヌに先行するロタリンギアは国王ロタール2世（855年 - 869年）治世下では フランク帝国内部での独立した王国であった。その領域は元来、ルートヴィヒ1世の3人の息子間で分割が取り決められたヴェルダン条約で843年に創設された中部フランク王国の一部であった。中部フランクはロタール1世に割り当てられ、それ故にLotharii Regnumと呼ばれた。855年にロタール1世が死ぬと更に三つに分割され、ロタール2世は北部を受け取った。その領域は当時、ブルゴーニュ伯領から北海南部まで広がる広大な領域を含んでいた。この領域はフランスではロレーヌ（Lorraine）として知られ、他方、ドイツでは次第にロートリンゲン（Lothringen）として知られるようになった。ロレーヌではかつてアレマン語が話されており、正確には比喩的な感覚で"Lotharingen"は"ロタールに属す土地"と表現される。
ロタール2世が後継者を残すことなく没したことで、その領域は870年のメルセン条約で東フランク王国と西フランク王国に分割され、最終的には880年のリブモント条約で全域が東フランク王国の支配下に置かれた。911年の、ルートヴィヒ4世の死で東フランク王国のカロリング朝が絶えると、ロタリンギアは一旦は西フランク王国に吸収されたが、925年に東フランク王ハインリヒ1世によって征服された。宿敵であるユーグ大公との争いが行き詰ったことにより942年に西フランク王ルイ4世は全ロタリンギアの請求権を放棄した。

### 上ロタリンギア公国

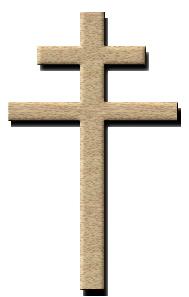
15世紀以来のロレーヌの象徴であるロレーヌ十字。

953年、東フランク王オットー大帝は自らの弟であるブルーノをロタリンギア公に任命した。 959年にブルーノは公国を上下ロレーヌに分割し、その分割は965年のプルーノの死後固定された。「上」ロタリンギアは河川の上流、つまり内陸かつ南側に存在した。文献によると上ロレーヌは、当初モゼル公国と呼ばれ、その公はdux Mosellanorum（モゼル公）と呼ばれていた。 Lotharingia Superioris（上ロタリンギア）や、Lorraine（ロレーヌ）の語が公文書で使用され始めるのは15世紀前後のことである。ブルーノの代理人であり最初の公爵となったのはブルーノの姉妹であるヘトヴィヒの義理の息子フリードリヒ1世であった。

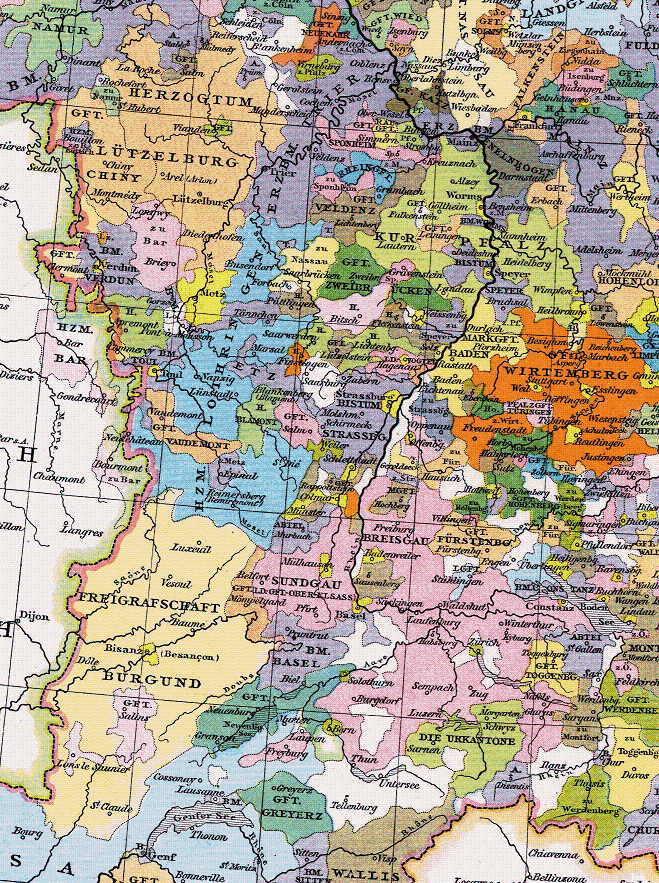
1400年頃のロレーヌ（青地）

下ロレーヌは幾つかの小さな領邦に分裂し、「ロチエ公」の称号のみがブラバントによって保持されつつ存続した。モゼル公国がルネ・ダンジューのものとなった後、「ロレーヌ公国」の名が再び用いられるようになるとともに、懐古的に「上ロタリンギア」とも呼ばれた。その時点で既に、上ロタリンギアからもルクセンブルク伯領とトリーア選帝侯領、あるいはバル伯領、ヴェルダン、メス、トゥールから成る「三司教領」といった領邦が分裂していた。
神聖ローマ帝国とフランス王国の国境は中世を通じて比較的安定していた。1301年に バル伯アンリ3世はフランス国王フィリップ4世から封土として自身の西部の土地(Barrois mouvant)を受け取らなければならなかった。ブルゴーニュ公シャルルは1475年にロレーヌ公国に遠征したが、最終的には1477年のナンシーの戦いで敗死した。1552年にザクセン選帝侯モーリッツを中心とする反乱プロテスタント諸侯はフランス国王アンリ2世からの支援の見返りとしてシャンボール条約に従って3つの司教領を譲渡した。
17世紀のフランス国王はロレーヌの領有を欲するようになった。三十年戦争により神聖ローマ皇帝の権威が低下する中、フランス宰相リシュリュー枢機卿は1641年にロレーヌを占領を強行した。1648年のヴェストファーレン条約でフランスはロレーヌの返却を余儀なくされたが、ロレーヌの東にあるアルザスにおいていくつかの地点を獲得した。
1670年にフランスは再びロレーヌに侵略してロレーヌ公シャルル4世をヴェネツィアに追いやった。シャルル4世は当地でハプスブルク家の神聖ローマ皇帝との強力な結びつきを形成し、オーストリアの将軍としてフランス軍と戦い、甥のシャルル5世も同様に軍人としてハプスブルク家を支えた。
1697年の大同盟戦争終結時のレイスウェイク条約で手放した時を除き、フランスは公国を30年近くにわたって占領した。スペイン継承戦争中に首都のナンシーを含むロレーヌの幾つかは再びフランスによって占領されたが、ロレーヌ公レオポルトはリュネヴィル城館にて統治を続けた。

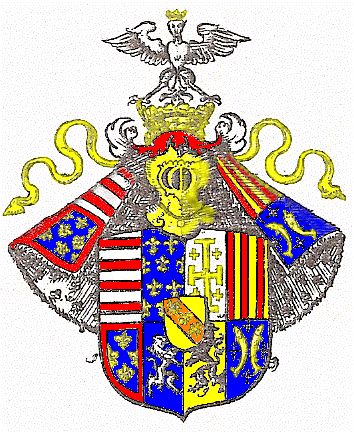
1703年の公国の:en:Siebmachers Wappenbuch。

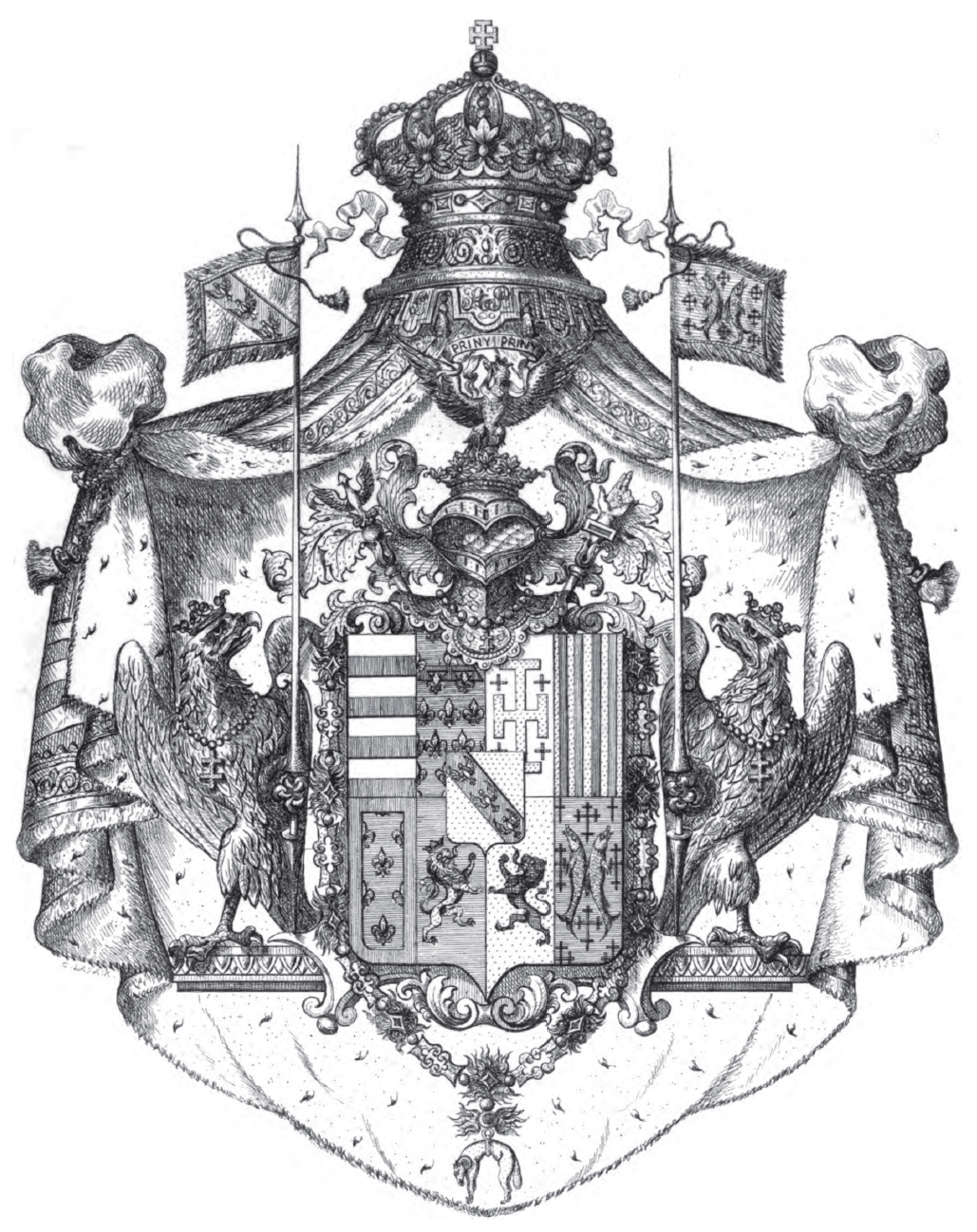
1697年の公国の紋章。

ポーランド継承戦争後の1737年にフランスとハプスブルク・両家の間でロレーヌがフランスの一部となることが同意され、公国はフランス国王ルイ15世の義父で前ポーランド国王兼リトアニア大公かつ戦争中にロシアとオーストリアの推す国王の対抗馬としてフランスから支援を受けたスタニスワフ・レシチニスキに与えられた。皇帝の娘マリア・テレジアと婚約していたフランツ・シュテファンにはメディチ家が断絶したトスカーナ大公国が代償として与えられた。フランスはまた、1713年の国事勅令でマリア・テレジアがハプスブルク家の後継者であることを確約した。レシチニスキは自身の死後にフランスに併合されることを理解した上でロレーヌを受け取った。1766年2月23日にレシチニスキが死ぬとロレーヌはフランスの州として吸収された。

### フランスとドイツの間で
ロレーヌ地方を巡るフランスとドイツの帰属争いは、以後もたびたび起こった。
ロレーヌは1870年ないし1871年までフランスの一部となっており、この年はメス周辺のロレーヌ北部はアルザスと共に新たに建国されたドイツ帝国に吸収され、多くのフランス人がアルジェリアを含むフランスに移住した。領域は帝国を構成する諸国家に吸収されたり、あるいは新たな分離国家が作られることはなかったが、議会の陳情抜きでドイツ皇帝が直接指名した総督によって統治されるエルザス＝ロートリンゲンとなった。1911年のみ幾分かの自治が与えられた。ドイツ皇帝が退位した第一次世界大戦が終結するまでアルザス＝ロレーヌはドイツの一部であり、この時にアメリカ合衆国の支援のもとでアルザス＝ロレーヌ共和国の独立が宣言された。フランスは数日後に共和国を占領して吸収した。フランス政府はドイツ語の禁止とフランス語の再使用を方針とした。
1940年にアルザス＝ロレーヌはドイツ第三帝国によって再占領され、第二次世界大戦中、ロレーヌはザールラント州と、アルザスはバーデン州とそれぞれ合体した。フランス語は再び禁止され、ドイツの学校での教育が義務付けられた。1944年11月に戦争で引き裂かれた地域は再びフランスの手に戻った。 戦闘が地域に及んだため、ロレーヌは、フランスのアメリカ軍共同墓地の中で最大である、ロレーヌのアメリカ兵共同墓地碑の中心地である。

## 文化
北部地域では今日もなおドイツ語訛りの方言が生き残っている。これは英語ではFrancique、フランス語ではplatt (lorrain) （ロマンス語方言のロレーヌ語と混合してはならない）と呼ばれるロレーヌ・フランコニア語として知られている。これはアルザス語とは異なるが、両者はよく混合されることがある。どちらとも公的な識別の形態はない。
大部分のフランスの地域の言語（ブルトン語、プロヴァンス語、アルザス語）と同じく、ロレーヌ・フランコニア語も19世紀から20世紀にかけての公立学校での義務教育の普及により、次第にフランス語に取って代わられた。
食事や料理はキッシュ、ミラベル・プルム、ババ、ベルガモット、マカロン、マドレーヌを含むロレーヌと関連している。

### 英語
- Herrick, Linda & Wendy Uncapher. Alsace-Lorraine: The Atlantic Bridge to Germany. Janesville, WI: 2003.
- Hughes, S. P. (2005) "Bilingualism in North-East France with specific reference to Rhenish Franconian spoken by Moselle Cross-border (or frontier) workers."
- Putnam, Ruth. Alsace and Lorraine: From Cæsar to Kaiser, 58 B.C.-1871 A.D. New York: 1915.